# Ishmael Noko
Ishmael Noko (* 29. Oktober 1943 in  Südrhodesien) ist ein simbabwischer lutherischer Theologe. Er war von 1994 bis 2010 der Generalsekretär des Lutherischen Weltbundes (LWB).

## Leben
Noko studierte Theologie an der Universität von Südafrika in Pretoria und an der Universität Zululand. Er wurde 1972 ordiniert und studierte in Kanada am Lutherischen Theologischen Seminar in Saskatoon in Saskatchewan weiter, wo er 1974 einen Master-Abschluss machte. 1977 promovierte er an der McGill-Universität in Montreal. Ab 1977 lehrte Noko Theologie an der University of Botswana, bevor er 1982 zum Lutherischen Weltbund wechselte, wo er das Referat für Flüchtlingsfragen in der Abteilung für Weltdienst übernahm. Die Abteilung für Kirchliche Zusammenarbeit übernahm er 1987. 1990 wurde er Leiter der Abteilung für Mission und Entwicklung.
Im Juni 1994 wurde Noko als erster Afrikaner zum Generalsekretär des Lutherischen Weltbundes gewählt. Er wurde 1997 und 2004 im Amt bestätigt. 1999 war er an der Unterzeichnung der Gemeinsamen Erklärung zur Rechtfertigungslehre zwischen der römisch-katholischen Kirche und den evangelisch-lutherischen Kirchen in Augsburg beteiligt. Am 31. Oktober 2010 beendete Noko die Tätigkeit als Generalsekretär und übergab das Amt an den neugewählten und aus Chile stammenden lutherischen Pfarrer Martin Junge.

## Ehrungen
- Ehrendoktorwürde der Westfälischen Wilhelms-Universität Münster (2010)[1]